# اسپارن
اسپارن رودی در کشور هلند است.
این رود که در استان هلند شمالی جریان دارد، ۱۰٫۵ کیلومتر طول و از شهرهای هارلم، همستد و اسپارندام عبور می‌کند.

## نگارخانه

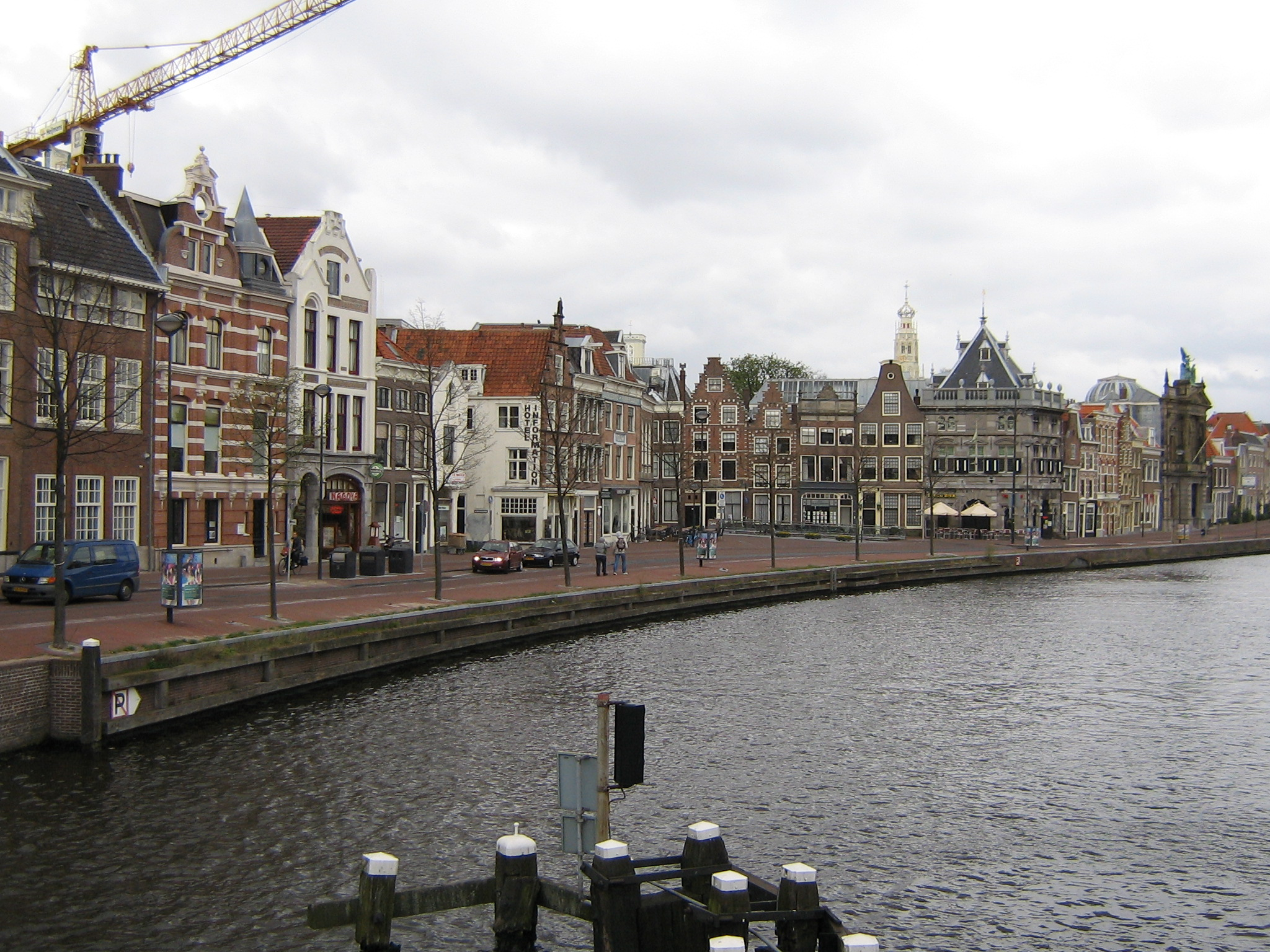
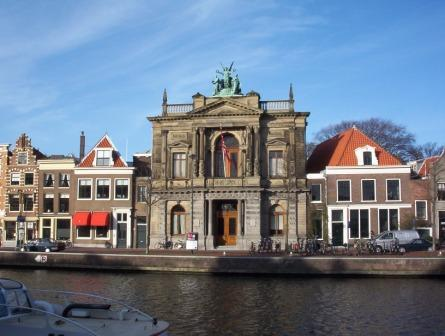
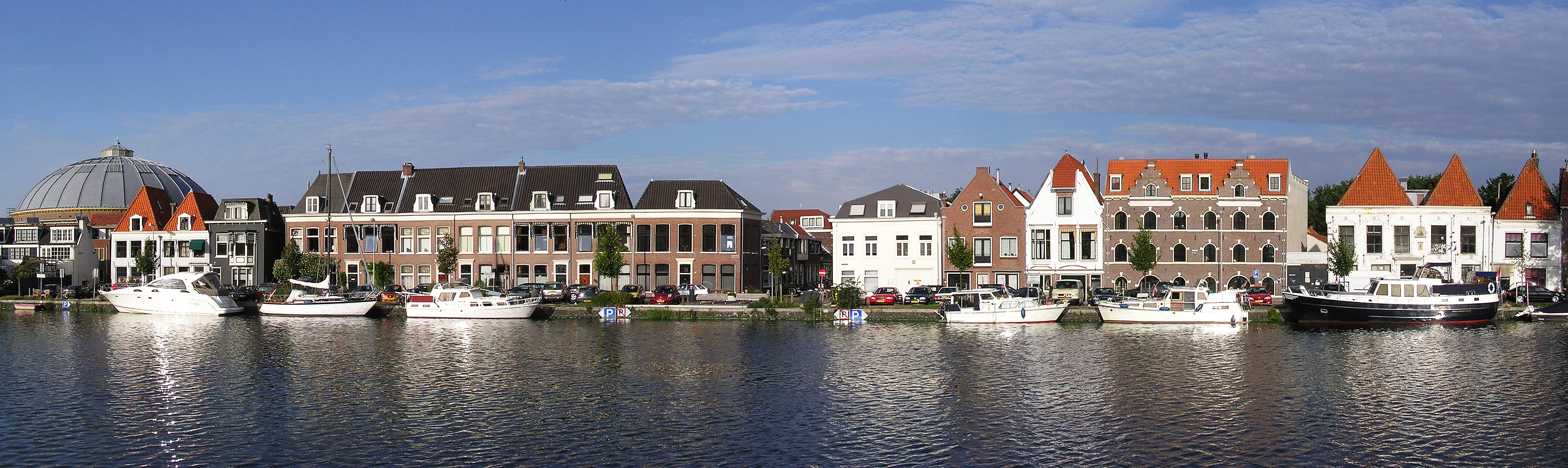
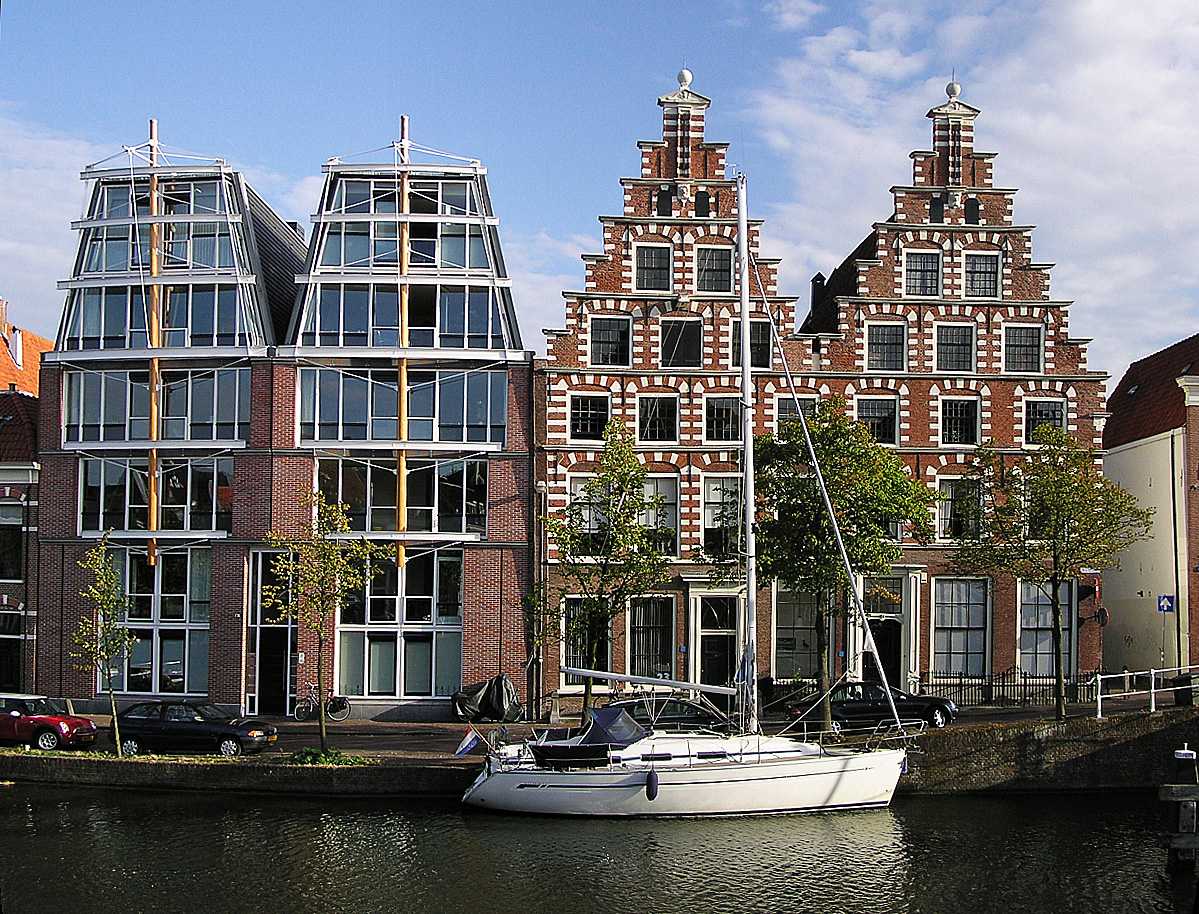